# Línea 11 (Paraná)
Línea 11 es una línea de transporte urbano de pasajeros de la ciudad de Paraná, Argentina. El servicio está actualmente operado por la empresa Buses Paraná U.T.E (ERSA Urbano/Transporte Mariano Moreno). Esta línea pertenece al Grupo 1.
Anteriormente el servicio de la línea 11 era prestado por la empresa La Victoria, luego esta fue comprada por la empresa ERSA.

## Historia
Anteriormente denominada como Línea 11-21 debido a la fusión de ambas líneas homónimas. Surgen en 1993, como alternativas a los barrios cubiertos por las líneas 1, 6 y 10. La línea 11, partía desde el barrio Santa Lucía pasando por Barrio Paracao (Lebensohn), Barrio Espejo y Barrio La Pasarela hasta el Parque Urquiza. 
La línea 21, transitaba desde Barrio La Milagrosa, zonas del club Universitario y club Patronato, pasando por la Terminal de Ómnibus hasta Casa de Gobierno. 
En el año 2000, ambas líneas se únen y en el lapso de unos años se acrecienta su caudal al reemplazar a la línea 6: en Barrio Paracao, Divina Providencia y a la línea 5: Barrio Hernandarias.
En 2018, con los cambios introducidos en varias líneas, vuelve a sus cabeceras originales y sus demás destinos transferidos a la línea 9 en zona suroeste: Barrio Paracao, Divina Providencia y la 16 en zona noreste: Barrio Hernandarias.

## Recorrido

### Ramal Único: Barrio Santa Lucía - Barrio La Milagrosa
Ida: Desde Av. Jorge Newbery y División de los Andes, División de los Andes, A. Palacios, Av. Jorge Newbery, Juan Báez, Moisés Lebensohn, Pablo Crausaz, Av. de las Américas, Gral. Sarobe, Guido Spano, El Paracao, Álvarez Condarco, Av. de las Américas, Pronunciamiento, Av. Ejército, Monte Caseros, Gualeguaychú, Bavio, Italia, Santa Fe, Laprida, Córdoba, Libertad, España, 25 de Mayo, Av. Pascual Echagüe, L. N. Além, Av. Francisco Ramírez, Guillermo Saraví, Presbítero Grella, Av. Alte. Brown, José Rondeau, Francia, Los Sauces, El Trébol, Fray Santa María de Oro, El Talar hasta Los Álamos.
Vuelta: Desde El Talar y Los Álamos, Los Álamos, Las Magnolias, Francia, José Rondeau, Av. Alte. Brown, Ayacucho, Guillermo Saraví, Presbítero Grella, Vicente López y Planes, 25 de Mayo, Gral. Belgrano, Salta, Nogoyá, Garay, Córdoba, Libertad, Paraguay, Carlos Pellegrini, Bv. Perette, Av. Ejército, Pronunciamiento, Av. de las Américas, Álvarez Condarco, Rubén Darío, Juan Casacuberta, Belisario Roldán, Gral. Sarobe, Av. de las Américas, Moisés Lebensohn, Juan Báez, Av. Jorge Newbery hasta División de los Andes.
- Longitud: 29,7km

## Puntos de Interés dentro del recorrido
- Barrio Santa Lucía
- Club Atlético Paracao
- Atlético Neuquén Club
- Casa de Gobierno
- Plaza 1º de Mayo
- Terminal de Ómnibus
- Estadio Presbítero Bartolomé Grella (C.A. Patronato)
- Club Universitario
- Plaza Mirko Antelo
- Plaza Alberdi

## Paradas
Horarios actualizados a febrero de 2024, Paradas actualizadas a enero de 2025
IDA:
- 01 - División Los Andes y Avda. Newbery (Barrio Santa Lucía)
- 02 - División Los Andes entre Dr. Nessa Boeri y José Politti
- 03 - Alfredo Palacios entre Roberto Satler y V. Camerano
- 04 - Alfredo Palacios y Avda. Newbery
- 05 - Avda. Newbery y Avda. Francisco Ramírez
- 06 - Juan Báez y Arroyo Tuyucuá
- 07 - Juan Báez y Laguna Los Berros
- 08 - Juan Báez y Moisés Lebensohn
- 09 - Moisés Lebensohn y Pascual Greca
- 10 - Moisés Lebensohn y División del Litoral
- 11 - Moisés Lebensohn y Pablo Crausaz
- 12 - Avda. de las Américas y Maestro Alberdino
- 13 - Avda. de las Américas y Martín Del Barco Centenera
- 14 - Gral. Sarobe y Pedro Goyena (sede Atl. Neuquén Club - 100 mts.)
- 15 - Gral. Sarobe y Belisario Roldán
- 16 - Gral. Sarobe y Guido Spano
- 17 - Guido Spano y Fernando Fader
- 18 - Guido Spano y Leopoldo Lugones
- 19 - Álvarez Condarco y Juan Miller
- 20 - Álvarez Condarco entre Gral. Pelliza y Francisco Muñiz
- 21 - Álvarez Condarco entre Prof. Yancovich y Emilio Caraffa
- 22 - Pronunciamiento a metros de Avda. de las Américas
- 23 - Pronunciamiento entre Obispo Jaime de Nevares y Calle 1258
- 24 - Pronunciamiento a la altura de Unidad Municipal II Oeste
- 25 - Pronunciamiento entre Ramón "Pichón" Sánchez y Luis "Pacha" Rodríguez
- 26 - Pronunciamiento entre Gral. Espejo y Pascual Palma
- 27 - Pronunciamiento entre Calle Bases y Calle 257
- 28 - Pronunciamiento y Avda. Ejército
- 29 - Monte Caseros y Feliciano
- 30 - Monte Caseros entre Carbó y Villaguay
- 31 - Ernesto Bavio entre Chile y Peatonal Gral. San Martín
- 32 - Italia y Perú (club Recreativo)
- 33 - Santa Fe y 25 de Junio
- 34 - Santa Fe entre Laprida y Cervantes (Casa de Gobierno)
- 35 - Córdoba y Cervantes
- 36 - Libertad entre 25 de Junio y Gral. Urquiza
- 37 - España entre Italia y Carlos Pellegrini
- 38 - 25 de Mayo y 9 de Julio
- 39 - 25 de Mayo entre Gral. Belgrano y Pte. Illia
- 40 - Avda. Echagüe entre Hipólito Yrigoyen y Pascual Palma
- 41 - Avda. Echagüe y Cura Álvarez
- 42 - Avda. Francisco Ramírez y Guillermo Saraví (Terminal de Ómnibus // Escuela Secundaria N° 36 - ex Comercio I)
- 43 - Guillermo Saraví y Francisco Soler
- 44 - Guillermo Saraví y 3 de Febrero
- 45 - Guillermo Saraví y Padre Grella (estadio Club Atlético Patronato - 50 mts.)
- 46 - Padre Grella y Vicente López y Planes
- 47 - Almte. Brown y Estanislao Zeballos
- 48 - Almte. Brown entre Ayacucho e Isabel de Guevara
- 49 - Almte. Brown y Díaz Vélez
- 50 - Almte. Brown y José Rondeau
- 51 - José Rondeau y José Salvarini
- 52 - José Rondeau y José María Pérez
- 53 - José Rondeau y Dr. Boris Gos
- 54 - José Rondeau y José María López
- 55 - José Rondeau y Espinillo
- 56 - José Rondeau y Francia
- 57 - Francia y Las Tunas
- 58 - Francia y Río Negro
- 59 - Francia y El Timbó
- 60 - Francia y Las Magnolias
- 61 - Los Sauces y El Trébol
- 62 - El Trébol y Pichinchas
- 63 - El Trébol y Fray Santa María de Oro
- 64 - Plaza Mirko Antelo - Barrio La Milagrosa

VUELTA:
- 01 - Plaza Mirko Antelo (Barrio La Milagrosa)
- 02 - Las Magnolias y El Trébol
- 03 - Francia entre Pichinchas y Las Magnolias
- 04 - Francia y El Timbó
- 05 - Francia y Río Negro
- 06 - Francia y José Rondeau
- 07 - José Rondeau y Espinillo
- 08 - José Rondeau y Manuel Padilla
- 09 - José Rondeau y Dr. Boris Gos
- 10 - José Rondeau y José Salvarini
- 11 - Almte. Brown entre Benjamín Gorostiaga y José Rondeau
- 12 - Almte. Brown entre Juncal y Díaz Vélez
- 13 - Almte. Brown y Ayacucho
- 14 - Ayacucho y Guillermo Saraví
- 15 - Guillermo Saraví y Padre Grella (estadio Club Atlético Patronato - 50 mts.)
- 16 - Padre Grella y Vicente López y Planes
- 17 - Vicente López y Planes y 3 de Febrero
- 18 - Vicente López y Planes y Francisco Soler
- 19 - Vicente López y Planes y Brasil
- 20 - 25 de Mayo y Adolfo Alsina
- 21 - 25 de Mayo y Cura Arias Montiel
- 22 - 25 de Mayo y Hipólito Yrigoyen (estadio Atlético Echagüe Club)
- 23 - Salta y Andrés Pazos (Plaza "del Bombero" Alberdi)
- 24 - Salta y La Paz (Hospital Infantil San Roque - 100 mts.)
- 25 - Salta y Victoria
- 26 - Nogoyá y San Juan
- 27 - Nogoyá y Gral. San Martín
- 28 - Garay y Buenos Aires (Sanatorio Privado La Entrerriana)
- 29 - Garay y Córdoba
- 30 - Córdoba entre Alameda de la Federación y Méjico (Casa de Gobierno)
- 31 - Córdoba y Cervantes
- 32 - Córdoba entre 25 de Junio y Gral. Justo José de Urquiza
- 33 - Córdoba y Perú
- 34 - Paraguay e Italia
- 35 - Carlos Pellegrini y Montevideo (Dirección Investigaciones - P.E.R.)
- 36 - Carlos Pellegrini y Bvard. Perette
- 37 - Avda. Ejército y Pronunciamiento
- 38 - Pronunciamiento y Dogma Socialista
- 39 - Pronunciamiento y Calle 257
- 40 - Pronunciamiento y Gral. Espejo
- 41 - Pronunciamiento y Luis "Pacha" Rodríguez
- 42 - Pronunciamiento a la altura de Unidad Municipal II Oeste
- 43 - Pronunciamiento entre Obispo Jaime de Nevares y Calle 1258
- 44 - Álvarez Condarco entre Prof. Yancovich y Emilio Caraffa
- 45 - Álvarez Condarco entre Cabo Sgdo. Monzón y Crucero Gral. Belgrano
- 46 - Álvarez Condarco y El Paracao
- 47 - Juan Casacuberta y Belisario Roldán
- 48 - Belisario Roldán y Fernando Fader
- 49 - Belisario Roldán y Gral. Sarobe
- 50 - Gral. Sarobe y Pedro Goyena (sede Atl. Neuquén Club - 100 mts.)
- 51 - Avda. de las Américas y Martín Del Barco Centenera
- 52 - Avda. de las Américas y Maestro Alberdino
- 53 - Moisés Lebensohn y Pablo Crausaz
- 54 - Moisés Lebensohn y División del Litoral
- 55 - Moisés Lebensohn y Pascual Greca
- 56 - Moisés Lebensohn y Juan Báez
- 57 - Juan Báez y Juan Bevilacqua
- 58 - Juan Báez y Avda. Francisco Ramírez
- 59 - Avda. Newbery pasando Avda. de las Américas
- 60 - Avda. Newbery y Roberto Satler
- 61 - Avda. Newbery y División Los Andes - Barrio Santa Lucía